# Maurice Floquet

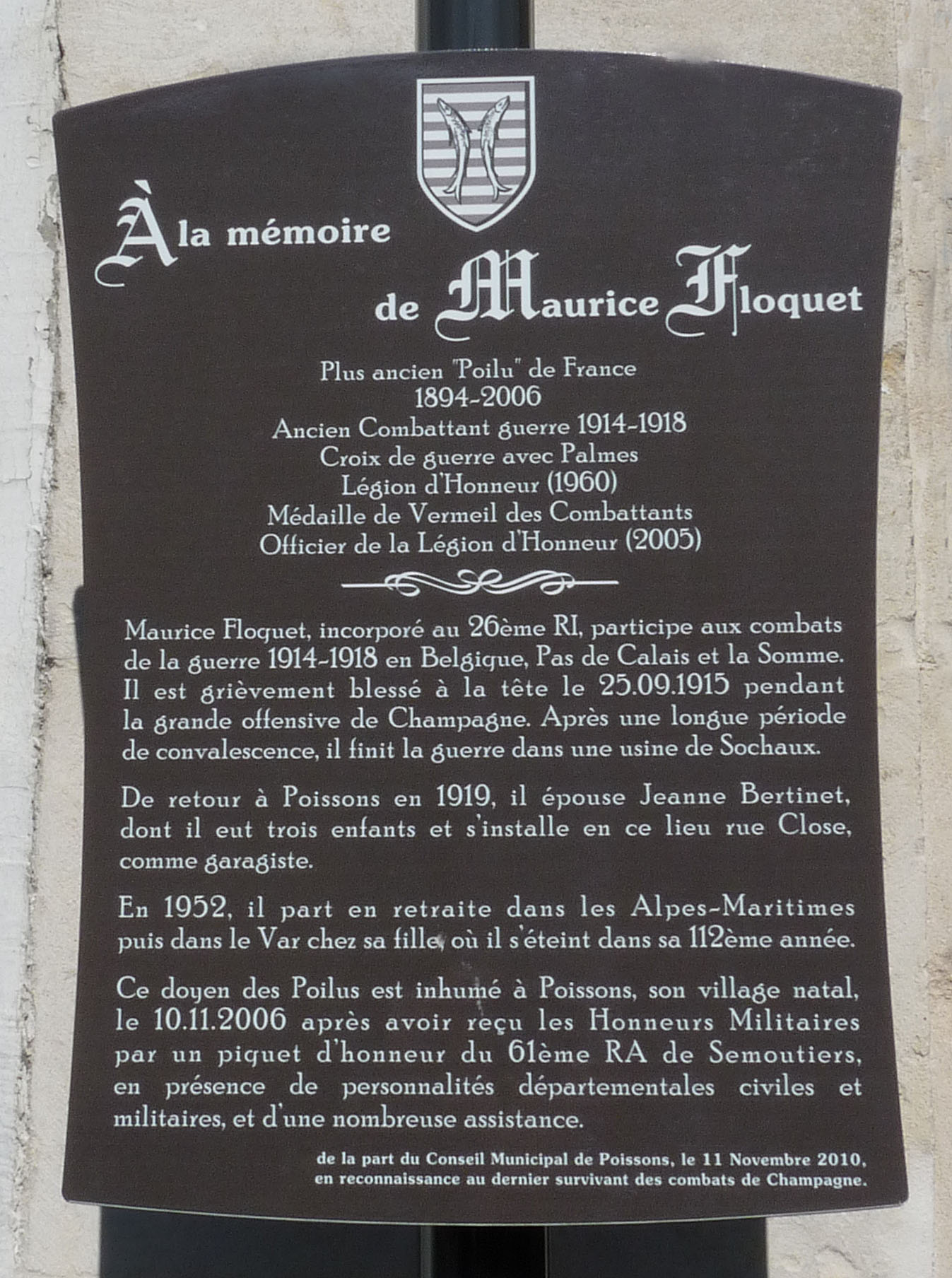
Gedenkplaat opgedragen aan Maurice Floquet

Maurice Noël Floquet (Poissons, 25 december 1894 – Montauroux, 10 november 2006) was een Frans militair en supereeuweling die tot aan zijn dood op bijna 112-jarige leeftijd de oudste erkende levende man van Europa en een van de laatste veteranen uit de Eerste Wereldoorlog was, tevens de oudste. Hij was tijdens dat conflict gewond geraakt door een granaat. Sindsdien had hij een Duitse kogel in zijn arm. 
Wie zijn voorganger als oudste man was, is niet met zekerheid geweten. De oudste nog levende veteraan uit genoemde oorlog vóór Floquet was de eveneens 111-jarige Engels-Poolse kolonel Jerzy Kazimierz Pajączkowski-Dydyński (1894-2005).